# آخرین روزهای جهان
آخرین روزهای جهان، یا امگا: آخرین روزهای جهان، (به فرانسوی: La Fin du monde)،
یک رمان علمی تخیلی است که در سال ۱۸۹۴ توسط کمیل فلاماریون منتشر شده‌است.
در سدهٔ بیست و پنجم در کرهٔ زمین، احتمال برخورد یک دنباله‌دار که ساختار آن بیشتر از کربن مونوکسید(CO) است با زمین به‌طور جدی به وجود آمده‌است. در این رمان علمی تخیلی، فلسفه و پیامدهای سیاسی پایان جهان مورد توجه قرار گرفته‌است.

## در سینما
در سال ۱۹۳۱، کارگردان فرانسوی ابل گانس فیلم خود از پایان جهان را، بر مبنای علمی تخیلی (La Fin du monde) و به زبان انگلیسی که به عنوان پایان جهان شناخته شده منتشر کرده‌است.

## ترجمه فارسی
به نظر می‌رسد این اثر نخستین بار توسط میرزا ابوطالب زنجانی در سال ۱۳۱۰ قمری به فارسی ترجمه شده و با نام «سیاحتنامه» به چاپ رسیده است.